# Minusculisquama hughesi
Minusculisquama hughesi är en ringmaskart som beskrevs av Pettibone 1983. Minusculisquama hughesi ingår i släktet Minusculisquama och familjen Maldanidae. Inga underarter finns listade i Catalogue of Life.